# Джеймс Блер (веслувальник)
Джеймс Блер (англ. James Blair; 28 жовтня 1909 — 23 травня 1992) — американський академічний веслувальник.
Олімпійський чемпіон 1932 року в складі вісімки.